# قراط (الفجيرة)
قِراط هي منطقة سكنية تتبع إداريًا إمارة الفجيرة في الإمارات العربية المتحدة. تبعد نحو 10 كيلومترات شمال مدينة الفجيرة على الطريق الرابط بين الفجيرة وخورفكان التابعة لإمارة الشارقة. تحدّها من الجنوب منطقة القرية، ومن الشمال بلدتا مربح وقدفع. وتقع على ارتفاع يُقدّر بنحو 28 مترًا عن سطح البحر.
تتميّز المنطقة بوجود أشجار الغاف المعمّرة التي يقدّر عمر بعضها بأكثر من 400 عام، مما يجعلها وجهةً علميةً للمهتمين بـالتاريخ الطبيعي وعلم النبات.

## أحداث في المنطقة
شهدت منطقة قراط عددًا من الأحداث المهمة على مدار السنوات الماضية، أبرزها:
- 7 ديسمبر 2011 – زيارة سمو الشيخ محمد بن زايد آل نهيان، ولي عهد أبوظبي ونائب القائد الأعلى للقوات المسلحة آنذاك، إلى منزل المواطن جديد راشد محمد الشحي في منطقة قراط. رافقه خلال الزيارة سمو الشيخ منصور بن زايد آل نهيان وعدد من كبار المسؤولين، حيث حظي باستقبال حافل من الأهالي، وذلك في إطار تعزيز التواصل المباشر بين القيادة والمواطنين.[2]

- أغسطس 2016 – تنفيذ مشاريع تطوير عمراني وتنظيمي في المنطقة ضمن خطة تحسين البنية التحتية. شملت الأعمال توسعة الطرق، تعزيز الإنارة العامة، وتجميل مداخل المنطقة، مما ساهم في رفع جودة الحياة وتحسين المشهد الحضري.[3]

## الخدمات
- جامع الشهيد محمد جديد الشحي[4]
- مسجد قراط[5]
- مسجد الشعبية القديمة[6]